# Ordinariato armeno dell'Europa orientale
L'ordinariato armeno dell'Europa orientale (in latino Ordinariatus Europae Orientalis) è una sede della Chiesa armeno-cattolica. Nel 2023 contava 618.000 battezzati. È retto dall'arcivescovo Kévork Noradounguian, I.C.P.B.

## Territorio
L'ordinariato estende la sua giurisdizione su tutti i fedeli cattolici di rito armeno che abitano negli Stati dell'Europa orientale, in particolare in Armenia, in Georgia, in Russia, in Bielorussia e nei paesi baltici.
Sede dell'ordinario è la città di Gyumri, nel nord-ovest dell'Armenia, dove si trova la cattedrale dei Santi Martiri.
L'ordinariato comprende 44 parrocchie.

## Storia
L'attuale comunità armeno-cattolica nel Caucaso e nella Russia meridionale e Ucraina è dovuta all'emigrazione armena dall'Impero ottomano, nel primo quarto del XIX secolo.
Nel 1850 per gli armeni della Turchia settentrionale e del Caucaso fu eretta l'eparchia di Artvin degli Armeni. Gli armeno-cattolici dell'Impero russo erano invece soggetti alla diocesi di Tiraspol. 
Nel 1909, Sarghis Der-Abrahamian fu nominato amministratore apostolico per gli armeno-cattolici del Caucaso. La sua azione pastorale incontrò molto successo prima che sorgesse l'Unione Sovietica. Nel 1923 sono censiti degli armeno-cattolici che vivevano nei pressi di Erevan da duecentocinquant'anni. Der-Abrahamian ebbe residenza a Tbilisi, mentre gli armeno-cattolici che vivevano in Armenia, pur essendo posti sotto la sua giurisdizione, avevano uno statuto separato.
I cattolici di rito armeno vivevano per lo più in Georgia e in Armenia, dove esistevano anche comunità rurali, nonché in alcune grandi città della Russia (Adler, Krasnodar, Mosca, Rostov sul Don, Soči, San Pietroburgo) e in Crimea.
Con la caduta del regime sovietico, il 13 luglio 1991 è stato eretto l'ordinariato.
Soprattutto in Russia, per l'esiguità del clero armeno, le comunità sono spesso affidate al clero di rito latino.

## Cronotassi degli ordinari
Si omettono i periodi di sede vacante non superiori ai 2 anni o non storicamente accertati.
- Nerses Der Nersessian, C.A.M. † (13 luglio 1991 - 2 aprile 2005 ritirato)
- Nechan Karakéhéyan, I.C.P.B. † (2 aprile 2005 - 6 gennaio 2010 ritirato)[1]
- Raphaël François Minassian, I.C.P.B. (24 giugno 2011 - 23 settembre 2021 eletto patriarca di Cilicia degli Armeni)
  - Sede vacante (2021-2024)[2]
- Kévork Noradounguian, I.C.P.B., dal 21 agosto 2024

## Statistiche
L'ordinariato nel 2023 contava 618.000 battezzati.
| anno | popolazione | popolazione | popolazione | presbiteri | presbiteri | presbiteri | presbiteri                | diaconi | religiosi | religiosi | parrocchie |
| anno | battezzati  | totale      | %           | numero     | secolari   | regolari   | battezzati per presbitero | diaconi | uomini    | donne     | parrocchie |
| ---- | ----------- | ----------- | ----------- | ---------- | ---------- | ---------- | ------------------------- | ------- | --------- | --------- | ---------- |
| 1997 | 220.000     | ?           | ?           | 8          |            | 8          | 27.500                    |         | 13        | 17        | 48         |
| 2000 | 220.000     | ?           | ?           | 8          |            | 8          | 27.500                    |         | 13        | 25        | 36         |
| 2001 | 220.000     | ?           | ?           | 8          |            | 8          | 27.500                    |         | 8         | 25        | 36         |
| 2005 | 220.000     | ?           | ?           | 8          |            | 8          | 27.500                    |         | 13        | 25        | 36         |
| 2009 | 440.000     | ?           | ?           | 12         | 7          | 5          | 36.666                    |         | 16        | 15        | 55         |
| 2013 | 420.000     | ?           | ?           | 15         | 9          | 6          | 28.000                    |         | 11        | 20        | 37         |
| 2016 | 618.000     | ?           | ?           | 18         | 12         | 6          | 34.333                    | 5       | 10        | 20        | 44         |
| 2019 | 618.000     | ?           | ?           | 18         | 12         | 6          | 34.333                    | 5       | 10        | 20        | 44         |
| 2021 | 618.000     | ?           | ?           | 18         | 12         | 6          | 34.333                    | 5       | 10        | 20        | 44         |
| 2023 | 618.000     | ?           | ?           | 18         | 12         | 6          | 34.333                    | 5       | 10        | 20        | 44         |